# Nguyễn Thị Thanh Nhã
Nguyễn Thị Thanh Nhã (sinh ngày 25 tháng 9 năm 2001) là một cầu thủ bóng đá nữ Việt Nam đang thi đấu ở vị trí tiền đạo cho câu lạc bộ Hà Nội I và Đội tuyển bóng đá nữ quốc gia Việt Nam.

## Sự nghiệp
Thanh Nhã thi đấu trận đầu tiên cho Việt Nam gặp Maldives tại Vòng loại Cúp bóng đá nữ châu Á 2022, cô lập cú đúp trong chiến thắng 16–0. Sau đó, cô cùng đồng đội tiếp tục dễ dàng đánh bại Tajikistan 7–0 qua đó giành quyền thi đấu tại Cúp bóng đá nữ châu Á 2022.
Tháng 2 năm 2022, Thanh Nhã có mặt trong đội hình Việt Nam thi đấu tại giải Cúp bóng đá nữ châu Á 2022 ở Ấn Độ. Trong giải đấu đó, Việt Nam với đội hình bị tàn phá bởi Covid-19 đã thi đấu kiên cường và thành công giành vé tham dự Giải vô địch bóng đá nữ thế giới 2023.
Ngày 21 tháng 5 năm 2022, cô cùng đội tuyển Việt Nam giành huy chương vàng môn bóng đá nữ tại SEA Games 31 sau 120 phút đầy kịch tính (giành chiến thắng 1–0) trước Thái Lan trên sân nhà. Ngày 4 tháng 7 năm 2022, cô cùng đồng đội tham dự Giải vô địch bóng đá nữ Đông Nam Á 2022 với vị thế đương kim vô địch và cô đã đóng góp một bàn thắng trong chiến thắng 3–0 trước  Campuchia nhưng sau đó đội đã để thua 0–4 trước Philippines tại bán kết và 3–4 trước Myanmar tại trận tranh hạng 3, qua đó đứng thứ 4 chung cuộc. Một năm sau, vào ngày 15 tháng 5 năm 2023, cô tiếp tục cùng đồng đội giành huy chương vàng môn bóng đá nữ tại SEA Games 32 tại Campuchia. Ở giải đấu ấy, cô đã ghi 2 bàn thắng cùng vào lưới Myanmar tại vòng bảng và chung kết. Tại chính trận chung kết, pha lốp bống của cô tại phút thứ 75 đã ấn định chiến thắng 2–0 cho đội tuyển Việt Nam.
Vào ngày 24 tháng 6 năm 2023, đội tuyển Việt Nam có trận giao hữu với Đức để chuẩn bị trước thềm World Cup nữ 2023 và để thua 1–2. Thanh Nhã là người ghi bàn thắng duy nhất cho Việt Nam tại phút 93. Tại giải Giải vô địch bóng đá nữ thế giới 2023, Việt Nam chung bảng với Hoa Kỳ, Bồ Đào Nha và Hà Lan. Việt Nam để thua Hoa Kỳ 0–3, để thua Bồ Đào Nha 0-2 và tiếp tục thất bại trước Hà Lan 0–7, qua đó bị loại từ vòng bảng.

## Thống kê sự nghiệp

### Bàn thắng quốc tế

#### Việt Nam
| Thứ tự | Lần ra sân | Ngày                | Địa điểm                                     | Đối thủ   | Tỷ số | Kết quả | Giải thi đấu                                                |
| ------ | ---------- | ------------------- | -------------------------------------------- | --------- | ----- | ------- | ----------------------------------------------------------- |
| 1.     | 1.         | 23 tháng 9 năm 2021 | Sân vận động Pamir, Dushanbe, Tajikistan     | Maldives  | 1–0   | 16–0    | Vòng loại Cúp bóng đá nữ châu Á 2022                        |
| 2.     | 1.         | 23 tháng 9 năm 2021 | Sân vận động Pamir, Dushanbe, Tajikistan     | Maldives  | 10–0  | 16–0    | Vòng loại Cúp bóng đá nữ châu Á 2022                        |
| 3.     | 15.        | 7 tháng 7 năm 2022  | Biñan Football Stadium, Biñan, Philippines   | Campuchia | 3–0   | 3–0     | Giải vô địch bóng đá nữ Đông Nam Á 2022                     |
| 4.     | 20.        | 5 tháng 4 năm 2023  | Dasarath Rangasala, Kathmandu, Nepal         | Nepal     | 5–1   | 5–1     | Vòng loại bóng đá nữ Thế vận hội Mùa hè 2024 khu vực châu Á |
| 5.     | 23.        | 6 tháng 5 năm 2023  | Sân vận động RCAF Old, Phnom Penh, Campuchia | Myanmar   | 2–1   | 3–1     | Đại hội Thể thao Đông Nam Á 2023                            |
| 6.     | 26.        | 15 tháng 5 năm 2023 | Sân vận động Olympic, Phnom Penh, Campuchia  | Myanmar   | 2–0   | 2–0     | Đại hội Thể thao Đông Nam Á 2023                            |
| 7.     | 27.        | 24 tháng 6 năm 2023 | Sparda-Bank-Hessen-Stadion, Offenbach, Đức   | Đức       | 1–2   | 1–2     | Giao hữu                                                    |

## Thành tích
- Đại hội Thể thao Đông Nam Á:  2021,  2023